# Copa del Generalísimo de fútbol 1946
La Copa del Generalísimo de Fútbol de 1946 fue la edición número 42 de la competición de Copa en España. La conquistó el Real Madrid, en lo que fue su octavo título copero. Se disputó desde el 7 de abril de 1946 hasta el 9 de junio del mismo año. Los participantes fueron los 14 equipos de Primera División y los 14 de Segunda. 

## Primera Ronda
Se disputó en eliminatoria a doble partido: la ida se jugó el 7 de abril de 1946 y la vuelta el 14 del mismo mes. Sevilla CF, CF Barcelona, Granada CF, SD Ceuta quedaron exentos de jugar esta ronda. El partido de desempate entre el RCD Córdoba y el CD Castellón se disputó en Madrid el 16 de abril. 
| Local ida              | Resultado global | Local vuelta              | Ida | Vuelta | Desempate |
| ---------------------- | ---------------- | ------------------------- | --- | ------ | --------- |
| Deportivo de la Coruña | 3-7              | RCD Español               | 1-2 | 2-5    |           |
| Real Madrid            | 7-2              | Cub Ferrol                | 4-1 | 3-1    |           |
| Real Gijón             | 8-3              | Real Santander            | 8-1 | 0-2    |           |
| CD Sabadell            | 3-6              | Atlético de Bilbao        | 2-4 | 1-2    |           |
| Real Sociedad          | 5-7              | Club Atlético de Aviación | 3-3 | 2-4    |           |
| Valencia CF            | 8-1              | Real Betis Balompié       | 5-0 | 3-1    |           |
| Real Zaragoza          | 2-4              | Real Murcia               | 2-0 | 1-3    |           |
| Jerez FC               | 2-7              | Celta de Vigo             | 2-1 | 0-6    |           |
| Hércules               | 3-5              | Gimnástico de Tarragona   | 1-1 | 2-4    |           |
| Mallorca               | 1-3              | Real Oviedo               | 1-1 | 0-2    |           |
| RCD Córdoba            | 4-4              | Castellón                 | 3-1 | 1-3    | 2-1       |
| UD Salamanca           | 3-8              | CD Alcoyano               | 2-3 | 1-5    |           |

## Octavos de final
Se disputó en eliminatoria a doble partido: la ida se jugó el 21 de abril de 1946 y la vuelta el 28 del mismo mes. Todos excepto la eliminatoria entre el RCD Córdoba - Real Murcia CF, que se jugaría la ida el 28 de abril y la vuelta el 4 de mayo. Además, esta eliminatoria necesitó un desempate que se disputó el 4 de mayo. También necesitó un tercer enfrentamiento la eliminatoria entre RCD Español - Real Oviedo CF que se disputó en Madrid el 2 de mayo. 
| Local ida               | Resultado global | Local vuelta              | Ida | Vuelta | Desempate |
| ----------------------- | ---------------- | ------------------------- | --- | ------ | --------- |
| Celta de Vigo           | 0-9              | Valencia                  | 0-2 | 0-7    |           |
| Sevilla                 | 8-1              | CF Barcelona              | 8-0 | 0-1    |           |
| RCD Español             | 3-3              | Real Oviedo               | 2-0 | 1-3    | 1-2       |
| Real Gijón              | 4-11             | Club Atlético de Aviación | 3-4 | 1-7    |           |
| Gimnástico de Tarragona | 1-2              | Granada                   | 1-0 | 0-2    | -         |
| Real Madrid             | 6-1              | Ceuta                     | 6-0 | 0-1    |           |
| Atlético de Bilbao      | 3-5              | CD Alcoyano               | 3-3 | 0-2    | -         |
| RCD Córdoba             | 2-2              | Real Murcia               | 1-0 | 1-2    | 2-0       |

## Cuartos de final
La segunda ronda se disputó a doble partido: la ida el 5 de mayo y la vuelta el 12 de mayo. 
| Local ida                 | Resultado global | Local vuelta | Ida | Vuelta | Desempate |
| ------------------------- | ---------------- | ------------ | --- | ------ | --------- |
| Club Atlético de Aviación | 4-6              | Sevilla      | 1-0 | 3-6    |           |
| Real Oviedo               | 3-1              | RCD Córdoba  | 1-0 | 2-1    |           |
| CD Alcoyano               | 2-4              | Real Madrid  | 2-2 | 0-2    |           |
| Valencia CF               | 4-2              | Granada      | 4-1 | 0-1    |           |

## Semifinales
Se disputaron los partidos de ida el 19 de mayo y los de vuelta el 26 de mayo. 
| Local ida   | Resultado global | Local vuelta | Ida | Vuelta | Desempate |
| ----------- | ---------------- | ------------ | --- | ------ | --------- |
| Real Oviedo | 1-4              | Real Madrid  | 0-1 | 1-3    |           |
| Valencia    | 7-1              | Sevilla      | 7-0 | 0-1    |           |

## Final
| 1  | PO | Bañón             |  |
| 2  | DF | Clemente          |  |
| 3  | DF | Corona            |  |
| 4  | MC | Moleiro           |  |
| 5  | MC | Ipiña (c)         |  |
| 6  | MC | Huete             |  |
| 7  | DE | Alsúa             |  |
| 8  | DE | Barinaga          |  |
| 9  | DE | Pruden            |  |
| 10 | DE | Belmar            |  |
| 11 | DE | Elices            |  |
| DT | DT | Jacinto Quincoces |  |

| 1  | PO | Eizaguirre      |  |  |
| 2  | DF | Álvaro          |  |  |
| 3  | DF | Juan Ramón (c)  |  |  |
| 4  | MC | Iturraspe       |  |  |
| 5  | MC | Ortúzar         |  |  |
| 6  | MC | Lecue           |  |  |
| 7  | DE | Bertolí         |  |  |
| 8  | DE | Vicente Asensi  |  |  |
| 9  | DE | Mundo           |  |  |
| 10 | DE | Igoa            |  |  |
| 11 | DE | Gorostiza       |  |  |
| DT | DT | Eduardo Cubells |  |  |

|  | 2'  | Barinaga | 1-0 |
|  | 40' | Pruden   | 2-0 |
|  | 52' | Pruden   | 3-0 |

|  | 81' | Gorostiza (pen.) | 3-1 |
|  |     |                  |     |

| Árbitro: | José Martínez Íñiguez |

| 1  | PO | Bañón             |  |
| 2  | DF | Clemente          |  |
| 3  | DF | Corona            |  |
| 4  | MC | Moleiro           |  |
| 5  | MC | Ipiña (c)         |  |
| 6  | MC | Huete             |  |
| 7  | DE | Alsúa             |  |
| 8  | DE | Barinaga          |  |
| 9  | DE | Pruden            |  |
| 10 | DE | Belmar            |  |
| 11 | DE | Elices            |  |
| DT | DT | Jacinto Quincoces |  |

| 1  | PO | Eizaguirre      |  |  |
| 2  | DF | Álvaro          |  |  |
| 3  | DF | Juan Ramón (c)  |  |  |
| 4  | MC | Iturraspe       |  |  |
| 5  | MC | Ortúzar         |  |  |
| 6  | MC | Lecue           |  |  |
| 7  | DE | Bertolí         |  |  |
| 8  | DE | Vicente Asensi  |  |  |
| 9  | DE | Mundo           |  |  |
| 10 | DE | Igoa            |  |  |
| 11 | DE | Gorostiza       |  |  |
| DT | DT | Eduardo Cubells |  |  |

|  | 2'  | Barinaga | 1-0 |
|  | 40' | Pruden   | 2-0 |
|  | 52' | Pruden   | 3-0 |

|  | 81' | Gorostiza (pen.) | 3-1 |
|  |     |                  |     |

| Árbitro: | José Martínez Íñiguez |

|                     |
| Campeón Real Madrid |
| 8º título           |